# لومبرياسكو
لومبرياسكو هي بلدية في مدينة تورينو الحضرية، في منطقة بيمنتة الإيطالية، وتقع على بعد حوالي 25 كيلومتر (16 ميل) جنوب تورينو.